# Manastirec
Manastirec (makedonska: Манастирец) är en ort i Nordmakedonien. Den ligger i kommunen Rosoman, i den centrala delen av landet, 70 kilometer sydost om huvudstaden Skopje. Manastirec ligger 154 meter över havet och antalet invånare är 420.